# Павловцы (Минская область)
Павловцы (бел. Паўлаўцы) — деревня в Борисовском районе Минской области Беларуси. Входит в состав Моисеевщинского сельсовета.

## География
Деревня находится в северо-восточной части Минской области, на берегах реки Схи, к западу от автодороги Н-8081, на расстоянии приблизительно 19 километров (по прямой) к северо-востоку от города Борисов, административного центра района. Абсолютная высота — 173 метра над уровнем моря. Площадь населённого пункта — 0,4762 км².

## История
Упоминается в 1669 году в составе Оршанского повета Великого княжества Литовского. В 1897 году входила в состав Борисовского уезда Минской губернии, насчитывалось 18 дворов и 119 жителей.
По состоянию на 1909 год, в Павловцах имелось 40 дворов и проживало 164 человека. В административном отношении деревня входила в состав Кищино-Слободской волости.
В 1930-х годах, в ходе проведения коллективизации, был образован колхоз имени С. М. Кирова. 10 января 1961 года к деревне был присоединён хутор Зайцы.
До 8 февраля 2010 года деревня входила в состав Бродовского сельсовета.

## Население
По данным переписи 2019 года, в деревне проживало 40 человек.
| Год  | Население, человек |
| ---- | ------------------ |
| 1858 | 26                 |
| 1897 | ↗ 119              |
| 1909 | ↗ 164              |
| 1917 | ↘ 152              |
| 1926 | ↗ 155              |
| 1960 | ↗ 230              |
| 1988 | ↘ 78               |
| 2008 | ↘ 62               |
| 2009 | ↘ 50               |
| 2019 | ↘ 40               |